# Аю-Даг

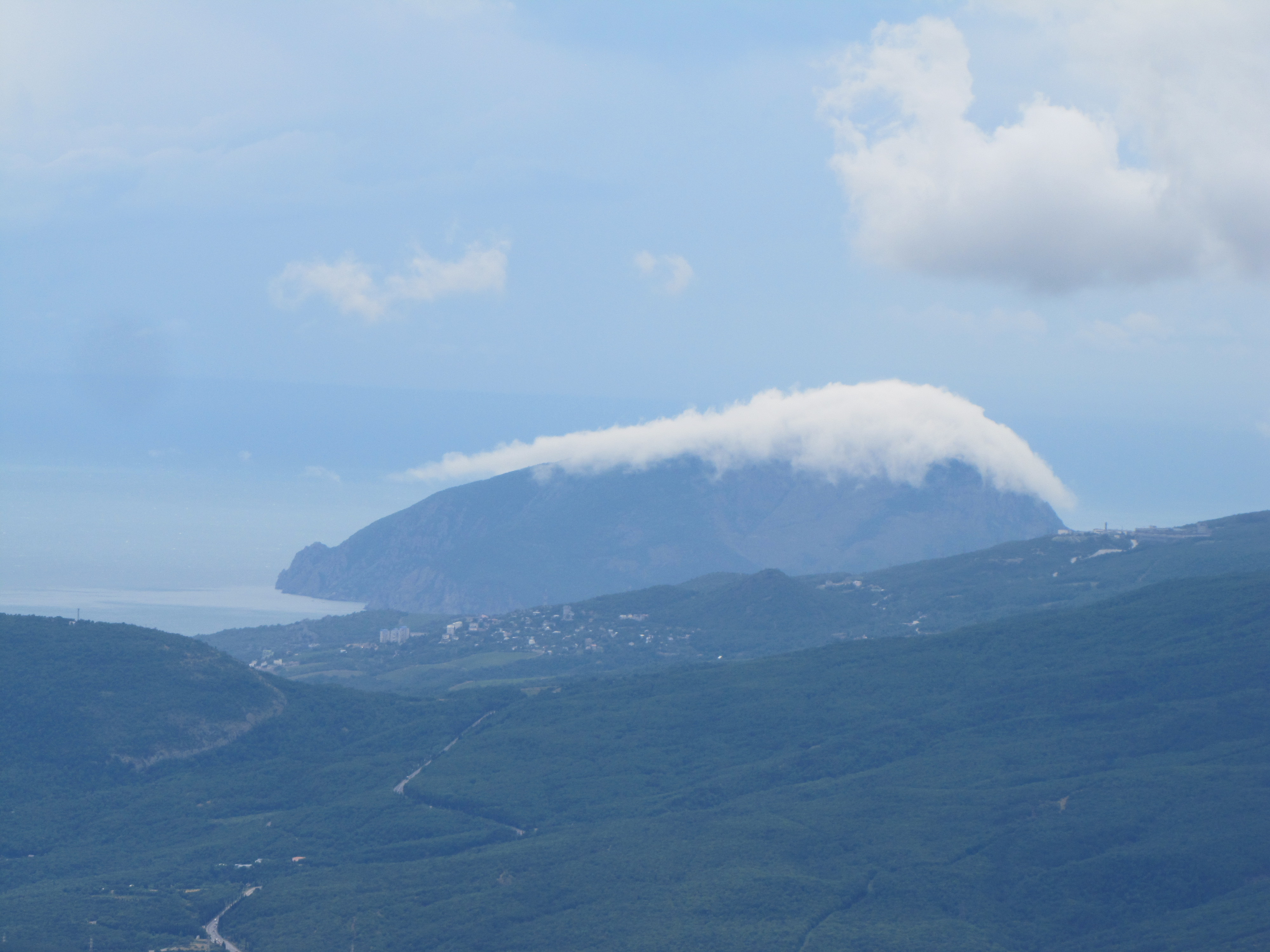
Вид на Аю-Даг от Долины Привидений

Аю-Даг, Аюда́г (укр. Аю-Даг, крымскотат. Ayuv Dağ, Аюв Дагъ) — гора на Южном берегу Крыма, расположенная на границе Большой Алушты и Большой Ялты. Она похожа на огромного медведя, склонённого к морю. И все легенды о Медведь-горе связаны с этим животным. Высота горы — 570,8 м над уровнем моря, горный массив слегка вытянут в северо-западном направлении на 2400 метров, выступает в море на 2—2,5 километра. Общая площадь — около 4 квадратных километров. Комплекс Аю-Даг является природоохранным объектом.

## Геологическое происхождение

Цифровая модель рельефа горы Аю-Даг

Аю-Даг является классическим лакколитом, то есть «несостоявшимся» вулканом. Гора образовалась около 150 миллионов лет назад в среднеюрскую геологическую эпоху в результате внедрения магмы в разломы земной коры. Комплекс Аю-Даг представляет собой массив однородных габбродиабазов, чередующихся местами с горизонтами роговиков и ороговикованных пород. На сегодняшний день на Аю-Даге обнаружено 18 минералов.

## Флора и фауна
Вершина и склоны Аю-Дага покрыты шибляковым лесом со вкраплениями небольших рощ сосны крымской. Основными лесообразующими породами шибляка являются дуб пушистый и скальный, граб восточный, ясень высокий, рябина обыкновенная и берека, груша лохолистная, клён полевой, кизил обыкновенный, держидерево, шиповник обыкновенный. Встречаются реликтовые растения: земляничник мелкоплодный, можжевельник высокий и колючий, фисташка туполистная, иглица понтийская, жасмин кустарниковый, ладанник крымский и другие. Всего во флоре заповедника Аю-Даг учтено 577 видов растений, из них 44 вида занесены в Красную книгу.
В числе животных, обитающих на Аю-Даге, встречаются лисы, барсуки, каменные куницы, ежи, зайцы-русаки, белки, мелкие грызуны, летучие мыши и другие виды млекопитающих. На утесах Аю-Дага гнездятся чайки, реже — бакланы, в лесу — горлицы, совы, дятлы, синицы, воробьи, сойки, дрозды и прочие виды птиц. Из пресмыкающихся здесь водятся ужи, полозы, ящерицы, в том числе и безногая — желтопузик. 16 видов животных, обитающих в Аю-Даге, занесены в Красную книгу.
С 1974 года Аю-Даг является государственным заказником республиканского значения.

## Топонимия и правописание слова

Руины церкви святых Константина и Елены на поляне Ай-Констант. Аю-Даг.

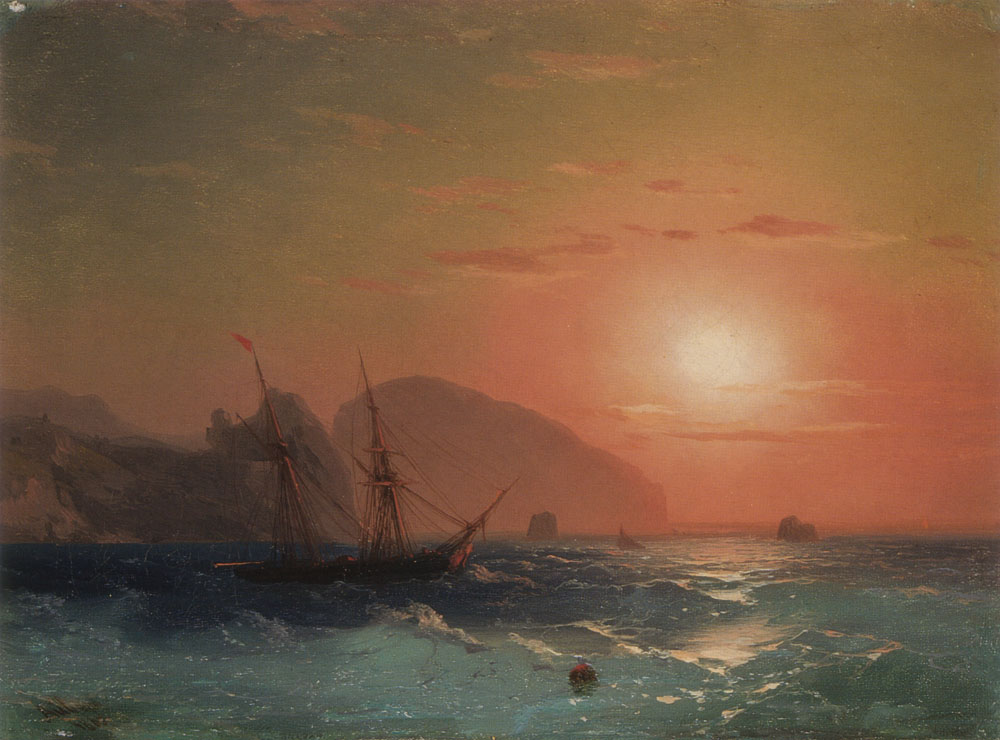
И. К. Айвазовский. Вид на Аю-Даг. 1868

Современное название комплекса Аю-Даг состоит из двух крымскотатарских слов: ayuv — медведь, dağ — гора. Однако, по свидетельству выдающегося исследователя Крыма Петра Ивановича Кеппена, ещё в начале XIX века крымские татары называли эту гору Биюк-Кастель, что означает «большая крепость». П. И. Кеппен высказывает предположение о том, что в средние века гора могла носить название Айя, от греческого слова «Ἁγία» — святая, а затем греческое Айя трансформировалось в крымскотатарское Аюв.
На средневековых итальянских картах-портоланах Медведь-гора обозначена как Camello («верблюд»).
Наиболее проблематичным является вопрос о названии горы в античную эпоху. Аю-Даг часто отождествляется с мысом Парфенион или Партенион, на котором, по словам греческого географа Страбона, находился храм таврской богини Девы. В пользу этой версии говорит название расположенного у подножия горы поселения Партенит.
Некоторые исследователи, например, Иван Павлович Бларамберг, полагают, что в античных периплах Медведь-гора обозначена как мыс Криуметопон (от гр. Бараний лоб). Однако оба утверждения являются спорными.
Несмотря на более распространенное в Интернете написание названия горы через дефис, словарная рекомендация (Большая советская энциклопедия, Большой энциклопедический словарь, Словарь имён собственных и др.) предполагает только слитное написание.

## История
Сведения о ранней истории Аю-Дага и его окрестностей отрывочны и противоречивы. Археологи обнаружили на Медведь-горе кремнёвые орудия труда, относящиеся к эпохе мезо-неолита.
В эпоху поздней бронзы — раннего железа с IV в. до н. э. по IV в. н. э. в Аю-Даге существовало поселение, которое ряд исследователей считают таврским. В первые века нашей эры гора и её окрестности, по-видимому, попадают в зону влияния Боспорского царства.
Гораздо лучше изучен и представлен археологическими памятниками средневековый период. В VIII веке в Аю-Даге возникает крупный укреплённый монастырь святых Апостолов Петра и Павла. Его основателем считается святой Иоанн, епископ Готский. В монастырь святых Апостолов Иоанн переносит и епископскую кафедру Готской епархии. Согласно агиографическим источникам, мощи святого Иоанна Готского покоятся на территории монастыря, но миру пока не явлены. У восточного подножья Медведь-горы был построен главный храм обители — базилика святых Апостолов Петра и Павла. Остатки базилики сохранились на территории военного санатория «Крым» в посёлке Партенит. Кроме монастыря на Аю-Даге в средние века возникает ряд небольших поселений.
Монастырь и поселения просуществовали до конца XV — начала XVI вв., а затем после османского завоевания южного побережья Крыма в 1475 году пришли в упадок и исчезли. Ряд исследователей полагают, что основной причиной, заставившей людей покинуть Аю-Даг, явилось обезвоживание горы, начавшееся после землетрясения 1423 года.

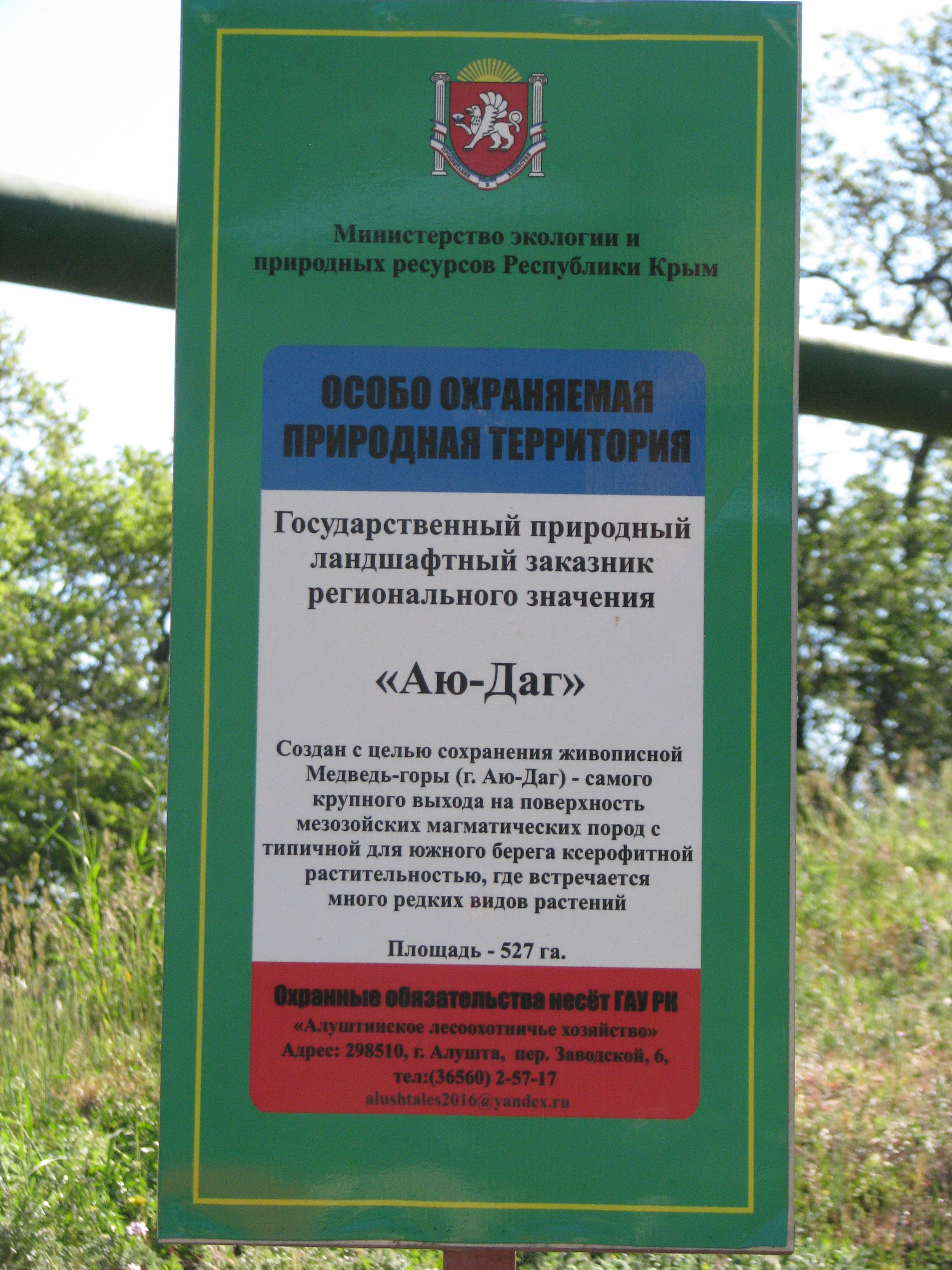
Табличка заказника Аю-Даг

## В искусстве
- Легенда про гору Аю-Даг рассказывается в повести Северского Г. Л. «Тропой разведчиков».
- Аю-Даг упоминается в ряде песен, посвященных пионерскому лагерю «Артек».
- Аю-Даг упоминается в поэме А. С. Пушкина «Бахчисарайский фонтан».
- Гора Аю-Даг изображена на картине «Адам Мицкевич на горе Аю-Даг[англ.]» художника Валентина Ваньковича.

## Посещение и осмотр
Гора Аю-Даг является особо охраняемой природной территорией. Для доступа и осмотра организованы пешеходные тропы и маршруты. Посещение маршрутов свободное.